# Арена Химки
„Арена Химки“ е футболен стадион, намиращ се в московското предградие Химки.
Построен е на мястото на стадион „Новатор“, открит през 1965 г. Първият мач на „Арена Химки“ е на 20 септември 2008 г. между „Химки“ и „Сатурн“, а първият гол е отбелязан от Мартин Якубко.
Първоначално се използва от ФК „Химки“, а от 2009 г. на него играят ЦСКА)Москва) и „Динамо“ (Москва).
Стадионът е получил от УЕФА оценката „Европейко ниво“, категория 1 звезда. До него има паркинг с 4500 места и учебно-тренировъчен център на ФК „Химки“.